# Elias Vonck

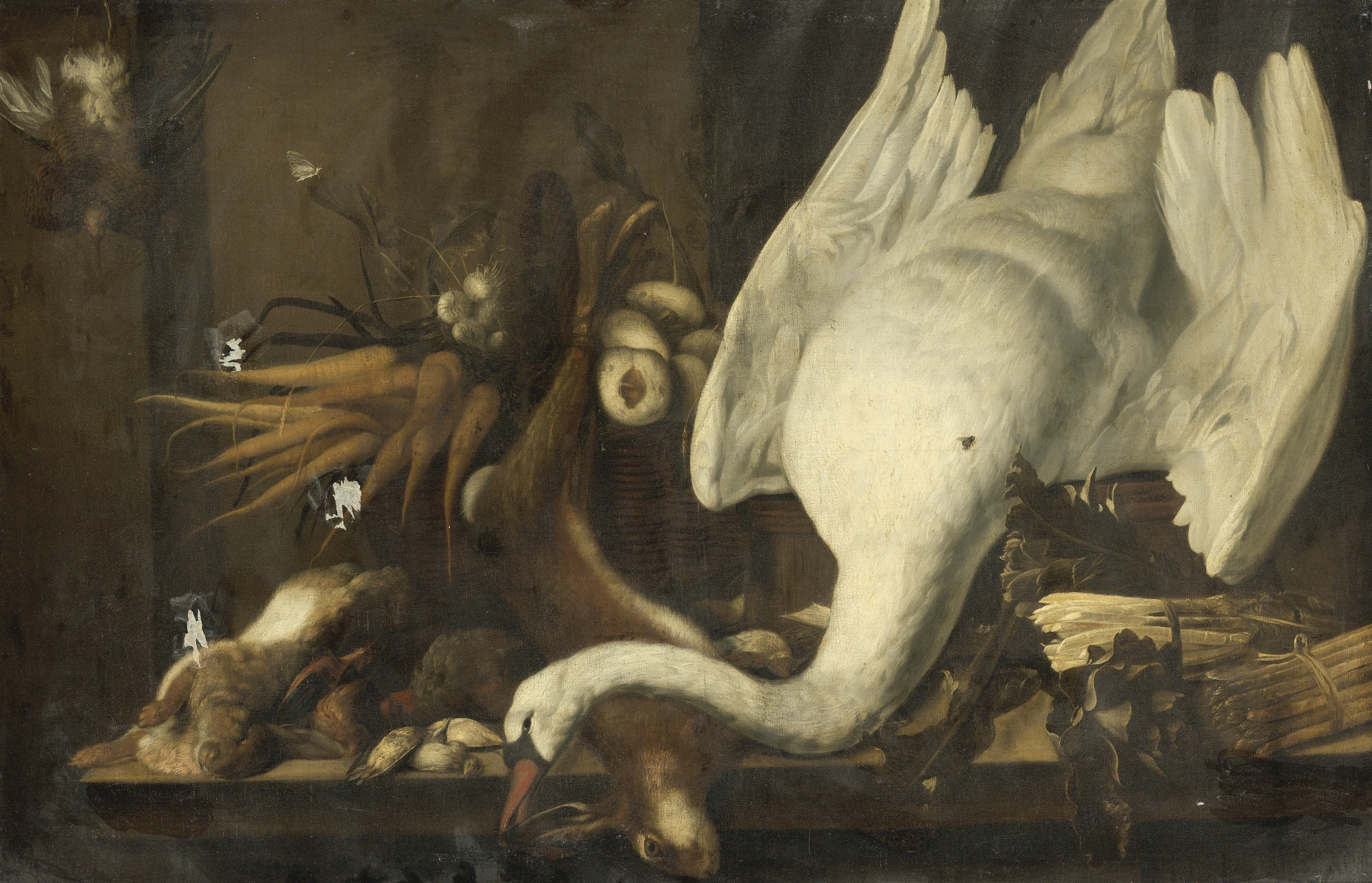
Stilleven van Vonck

Elias Vonck (Amsterdam, 1605 - aldaar, 1652) was een Nederlands kunstschilder uit de periode van de Gouden Eeuw. Hij vervaardigde portretten, maar vooral stillevens, onder meer met dode dieren (wild, vissen en gevogelte) en jachttaferelen. Hij was een van de eersten die op grote schaal stillevens maakten met geschoten groot wild.
Vonck verbleef in de periode 1631 - 1639 in Polen, waar in 1631 zijn zoon Jan Vonck werd geboren in Toruń. Terug in Amsterdam leidde Elias Vonck zijn zoon op in het schildersvak. Deze zou in zijn vaders voetsporen treden en werkzaam zijn in hetzelfde genre. Beide schilders werkten enkele malen samen met Jacob Ruisdael aan schilderijen waarop zij (levende) dieren afbeeldden.
Elias Vonck werd op 10 juni 1652 in Amsterdam begraven.